# 霍華德城 (內布拉斯加州)
霍華德城（英語：Howard City）是位於美國內布拉斯加州霍華德縣的村。

## 人口
根據2020年美國人口普查的數據，霍華德城的面積為1.84平方千米，皆為陸地。當地共有人口181人，而人口密度為每平方千米98人。